# Strada nazionale 107
La strada nazionale 107 era una strada nazionale del Regno d'Italia, che congiungeva Fiumefreddo di Sicilia alla stazione di Cerda.
Venne istituita nel 1923 con il percorso "Fiumefreddo - Randazzo - Cerami - Petralia Sottana - Caltavoturo - Alla nazionale n. 103 presso la stazione di Cerda".
Nel 1928, in seguito all'istituzione dell'Azienda Autonoma Statale della Strada (AASS) e alla contemporanea ridefinizione della rete stradale nazionale, il suo tracciato costituì per intero la strada statale 120 dell'Etna e delle Madonie.